# Gauchebdo
Gauchebdo est un hebdomadaire politique suisse romand édité à Genève. Il est le successeur de la Voix Ouvrière (la VO), fondée en 1944 par Léon Nicole.

## Description
Traitant l'actualité nationale et internationale, les événements culturels et les enjeux de société d'un point de vue critique et progressiste, il ambitionne d'être, selon sa devise, « chaque semaine, la tribune des hommes et des femmes qui résistent, la voix de celles et de ceux qui proposent de changer la société ». Lié au Parti suisse du Travail, sans pour autant en être l'organe officiel, il ouvre ses colonnes aux mouvements politiques, syndicaux, associatifs et culturels qui défendent les intérêts moraux et matériels du monde du travail, tout en constituant un lieu de débat entre ces divers acteurs.
Réalisé par seulement deux journalistes salariés à plein-temps, mais soutenus par un large cercle de bénévoles, Gauchebdo est financé par les abonnements et les dons de ses lecteurs et, plus marginalement, par la publicité et les ventes en caissettes et dans les librairies.
Depuis 2022, l'hebdomadaire est devenu un mensuel, Voix populaire.